# 中华汉利石鳖
中华汉利石鳖（学名：Deshayesiella sinica），是新石鳖亞綱的一個物種，舊屬石鳖目鳞侧石鳖科漢利石鱉屬（Hanleya），今屬鳞侧石鳖目鳞侧石鳖科Deshayesiella屬 Carpenter in Dall, 1879}。
其种加词sinica，意为“中华的”。

## 分佈
本物種分佈於東中國海的中国大陆海域，常栖息在水深1680-1950米。